# Cowboy Junkies
De Cowboy Junkies zijn een Canadese altcountry- en folkrockband, opgericht in 1985 in Toronto, Canada. Ze combineren traditionele countrymuziek met elementen van indie, blues en folk.

## Bezetting
De groep bestaat uit Michael Timmins (songwriter, gitaar), diens broer Peter (drummer), hun zus Margo Timmins (zang) en bassist Alan Anton. Multi-instrumentalist  Jeff Bird (mandoline, mondharmonica en percussie) is een vaste begeleider, zowel op de albums (vanaf het tweede album), als op tournee.

## Geschiedenis

### De voorlopers
De samenwerking tussen Alan Anton en Michael Timmins begon in 1980 met de groep Hunger Project in 1980 in Toronto. Deze band verhuisde eerst naar New York, naar de wijk Lower East Side op Manhattan, en vervolgens naar Engeland waar de band uit elkaar viel. Voor het uitbrengeen van de muziek hadden zij het label Latent Recordings opgericht. Alan Anton en Michael Timmins gingen door met een groep onder de naam Germinal. In de herfst van 1984 viel ook Germinal uit elkaar.

### Beginjaren (1985-1988)
De Cowboy Junkies werden in 1985 in Toronto opgericht. In het eerste jaar maakte ook broer John Timmins deel uit van de groep. Hij speelde slaggitaar.
Hun debuutalbum Whites Off Earth, dat in 1986 uitkwam, was opgenomen in de garage van de familie Timmins in Toronto. Het werd geproduceerd door Peter Moore. Hun tweede album, The Trinity Session, dat eveneens werd geproduceerd door Moore en werd opgenomen in de Kerk van de Heilige Drie-eenheid, leverde hun voor het eerst grote bekendheid op. De Los Angeles Times rekende dit album tot de 10 beste van 1988. Het album bevatte onder meer een cover van "Sweet Jane" van Lou Reed met The Velvet Underground. De versie hiervan van de Cowboy Junkies werd gebruikt in de film Natural Born Killers van  Oliver Stone .
Bij de Juno Awards (de Canadese Grammy's) van 1990 en 1991 werden de Cowboy Junkies genomineerd als groep van het jaar. 

### 1990-2000
De opnames voor het derde album verliepen problematisch. In de eerste poging werd gezocht naar het geluid van het eerste album, in een tweede poging werd opgenomen in een tempel, maar de opnames werden niet gebruikt. Uiteindelijk kwam het derde album The Caution Horses tot stand in de Eastern Studios in het centrum van Toronto.
Rond 1992 had hun stijl zich duidelijk ontwikkeld; het album Black Eyed Man (waarin ook John Prine meezingt) bevatte meer volume, tempo en instrumentale stukken dan de voorgaande albums en dit zou daarna zo blijven. De band maakte inmiddels tournees door Noord-Amerika, Europa, Japan en Australië. 
In 1993 kwam het album Pale Sun, Crescent Moon uit, een liedcyclus over man-vrouwrelaties. Dit werd gevolgd door Lay It Down in 1995, uitgebracht door Geffen Records, waarvoor ze in 1998 ook Miles From Our Home uitbrachten. Op nieuwjaarsdag 1997 hoorde Michael Timmins dat Townes Van Zandt was overleden. Hij schreef toen de eerste versie van "Blue Guitar", dat verscheen op Miles From Our Home.

### 2000-2010
Vanaf 2000  begonnen de Cowboy Junkies hun muziek weer uit te brengen onder hun eigen onafhankelijk platenlabel Latent Recordings, beginnend met Waltz Across America, een album met live-opnames van de 1999-2000 tour. In 2001 verscheen Open, in 2004 "One Soul Now, in 2005 Early 21st Century Blues en in 2007 At The End Of Paths Taken. In datzelfde jaar traden ze samen met het Boston Pops-orkest in de Boston Symphony Hall op in het programma Edgefest, onder leiding van Keith Lochart. 
20 jaar na het eerste Trinity-album besloot de groep een nieuwe versie van dat album te maken. Trinity Revisited uit 2007 bevat bijdragen van Ryan Adams, Vic Chesnutt en Natalie Merchant. Tevens werd een film opgenomen, die gecombineerd met de cd op dvd uitgebracht werd.

### 2010-heden
The Nomad Series is een set van vier albums die van 2010 tot 2012 in drie jaar zijn uitgebracht. De Nomad Series is niet gebaseerd op een bepaald thema met betrekking tot muziek, maar is gebaseerd op een reeks schilderijen van hun vriend, kunstenaar Enrique Martinez Celaya. De Junkies hadden geen platencontract toen ze de Nomad Series creëerden, wat hen de vrijheid gaf om experimenteel te zijn met hun muziek, om te voorkomen dat de geplande releases werden gecategoriseerd.
Het eerste album in de serie was Renmin Park, dat was gebaseerd op ideeën die de belangrijkste songwriter van de band, Michael Timmins, kreeg toen hij drie maanden in China woonde met zijn vrouw en drie kinderen. Twee van hun kinderen waren geadopteerd uit China en zij hadden tijdens hun verblijf het geboortedorp van de adoptie-dochters bezocht. Deel 2 was een Tributealbum opgedragen aan de in 2009 overleden Vic Chesnutt. De laatste twee delen zijn Sing In My Meadow en The Wilderness.

Na All That Reckoning, dat uitkwam in 2018, kondigde Michael Timmins in april 2020 nieuwe muziek aan onder de titel Ghosts. In het persbericht schreef hij: 
In July of 2018 we released our album All That Reckoning. Two months later our mother died and we realized that there was more reckoning still to come. Ghosts is the result of that realization.
Het plan was om een audiofiel dubbel-album te maken, alleen op vinyl. Vanwege alle logistieke problemen als gevolg van de coronacrisis, werd de release echter uitgesteld. Wel is het album via meerdere streaming-diensten te beluisteren.

In 2022 werd wel als officieel album Songs Of The Recollection uitgebracht. Dit album bevatte geen nieuwe songs, maar alleen covers.
"Lang voordat we muzikanten waren, waren we muziekfans", aldus Michael Timmins. "We zijn niet opgegroeid aan de keukentafel met instrumenten bespelen en harmoniseren. We groeiden op terwijl we rond de platenspeler zaten te luisteren naar elkaars platencollecties. Dit was de passie die we deelden.”
In september 2022 werd (alleen op vinyl) het album Sharon uitgebracht. Dit album was al in 1989 opgenomen, maar niet eerder uitgebracht. De naam Sharon verwijst naar een Quakerstempel ten noorden van Toronto, waar de opnames plaatsvonden.

## Stijl
De muziek van de Cowboy Junkies wordt over het algemeen gekenmerkt door een vrij zwartgallige toonzetting. Terugkerende thema's zijn angst, haat, verlies, hartzeer, vergiffenis en maatschappijkritiek.

De meeste songs van de groep zijn eigen composities van Michael Timmins. 

## Covers
Tot hun bekende covers, met lange instrumentale intro's, behoren Lou Reeds "Sweet Jane", "Blue Moon (a song for Elvis)", David Bowies "Five Years" en "Powderfinger" van Neil Young..

## Overig
- Margo's Corner - Ty Tyrfu Sessions, Volume 1 (07/2009), soloalbum van Margo Timmins met Jeff Bird, Kevin Breit (gitaar), Witold Grabowiecky (piano) en Nick Craine (backing vocals). alleen als download
- Michael Timmins schreef de muziek voor de film Maudie,  een Iers-Canadese biografische film uit 2016, geregisseerd door Aisling Walsh. Margo Timmins zingt het nummer "Something more besides you".
- "Cowboy Junkies Lament" is een song geschreven door Townes van Zandt tijdens hun gezamenlijke tourn in 1990. Micheal Timmins schreef later, na het overlijden van Townes van Zandt "Townes Blues" over deze tour.[6]

## Discografie

### Albums

#### Studioalbums
- Whites off earth now!! (10/1986)
- The trinity session (03/1989)
- The caution horses (03/1990)
- Black eyed man (02/1992)
- Pale sun crescent moon (11/1993)
- Lay it down (02/1996)
- Miles from our homes (06/1998)
- Open (05/2001)
- One soul now (05/2004)
- Early 21st Century Blues (04/2005)
- At the end of paths taken (04/2007)
- 'neath your covers, Part 2 (04/2007, alleen als download)
- Written, recorded and unreleased (09/2007, alleen als download)
- Trinity revisited (10/2007)
- Renmin Park (The Nomad Series - Volume 1) (04/2010)
- Demons (The Nomad Series - Volume 2) (12/2010 als beperkte download, cd uitgebracht op 02/2011)
- Demons Bonus Tracks EP (12/2010, alleen als download)
- Sing In My Meadow (The Nomad Series - Volume 3) (10/2011)
- The Wilderness (The Nomad Series - Volume 4) (03/2012)
- All That Reckoning (2018)
- Sharon (opgenomen in 1989, uitgebracht 9/2022)
- Such Ferocious Beauty (2 jun 2023)

#### Livealbums
- Two lone figures on the american landscape (09/1989)
- 200 more miles – Live performances 1985 – 1994 (10/1995)
- Waltz across America (10/2000)
- Live in Toronto 10 17 2000 (11/2000, video)
- Open road (06/2002)
- The Radio One Sessions (07/2002)
- In the time before llamas (10/2003)
- Long journey home (05/2005, dvd)
- Cookie crumbs, Vol. 1 - The path taken (09/2007, alleen als download)
- Acoustic Junk (09/2007, alleen als download)
- Cookie Crumbs, Vol. 2 - Blowin' And Driftin' (01/2008, alleen als download)
- Cookie Crumbs, Vol. 3 – Waltz across America tour (03/2008, alleen als download)
- Cookie Crumbs, Vol. 4 - In The Time Before Tapers (10/2009, alleen als download)
- Cookie Crumbs, Vol. 5 - Empire Theatre - Bellville (01/2010, alleen als download)
- Cookie Crumbs, Vol. 6 - The genesis (07/2010) (alleen als download)
- Cookie Crumbs, Vol. 7 - Rockland, ME 4-17-2010/Somerville, MA 4-18-2010 (12/2010, alleen als download)
- Cookie Crumbs, Vol. 8 (05/2011, alleen als download)
- Cookie Crumbs, Vol. 9 (07/2011, alleen als download)
- Sing In My Meadow - Live EP (10/2011, alleen als download)
- Cookie Crumbs, Vol. 10 - Underdogs (05/2012, alleen als download)

#### Sampler
- Studio - Selected Studio Recordings 1986-1995 (12/1996)
- Rarities, B-Sides and slow, sad waltzes (06/1999)
- Sweet Jane (01/2001)
- The best of the Cowboy Junkies (11/2002)
- Sharon Temple Session (09/2007) (alleen als download)

### Singles
- Sweet Jane (03/1989)
- Blue moon revisited (Song for Elvis) (03/1989)
- Sun comes up, it's Tuesday morning (02/1990)
- Cause cheap is how I feel (06/1990)
- Southern rain (01/1992)
- A horse in the country (03/1992)
- Live! (12/1992)
- A common disaster (02/1996)
- Angel mine (07/1996)
- Ooh Las Vegas (1999)
- I'm so open (11/2001)